# John Diefenbaker
John George Diefenbaker (18. září 1895 – 16. prosince 1979) byl kanadský politik, představitel Progresivně-konzervativní strany Kanady, jejímž předsedou byl v letech 1956–1968, a jíž přivedl roku 1957 k jejímu prvnímu volebnímu vítězství v historii. Byl premiérem Kanady v letech 1957–1963.
Do své vlády nominoval jako první premiér Kanady ženu (Ellen Faircloughovou). Silně prosazoval práva původních obyvatel Kanady (v Kanadě nazývaných První národy). V mezinárodní politice silně bojoval proti rasismu a přispěl k vyloučení Jihoafrické republiky z Commonwealthu kvůli politice apartheidu. Jeho vládu rozbil spor o rakety CIM-10 Bomarc, o nichž liberálové tvrdili, že mohou nést jaderné hlavice, což Diefenbaker popíral.